# Auditor fiscal da Receita Federal do Brasil

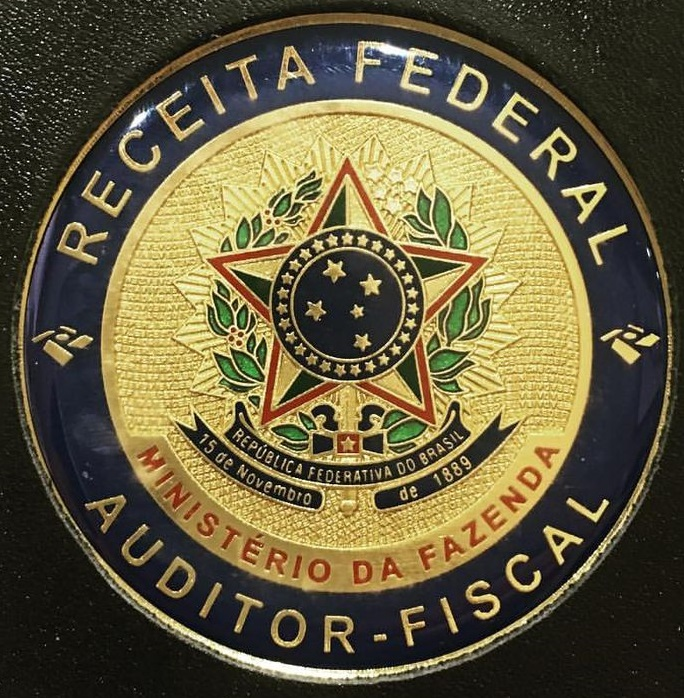
Distintivo de Auditor-Fiscal da Receita Federal do Brasil

Auditor-Fiscal da Receita Federal do Brasil (AFRFB) é a autoridade pública federal responsável pela Administração Tributária e Aduaneira da União. Possui como atribuição principal, na qualidade de autoridade administrativa, fiscal, tributária e aduaneira, a função de presidir os procedimentos de fiscalização dos tributos internos federais e dos incidentes sobre o comércio exterior, culminando com o lançamento do crédito tributário (instituição do débito do contribuinte), atividade de sua competência exclusiva. Integra a Carreira Tributária e Aduaneira da Receita Federal do Brasil, exercendo função essencial, típica e exclusiva de Estado.

## Histórico
A história da Administração Tributária e Aduaneira no Brasil e de suas autoridades públicas se confunde com a história do próprio País. O Brasil Colônia viu o surgimento de estruturas organizacionais de arrecadação de tributos com diversas denominações, como Provedorias, Alfândegas e Juntas da Fazenda Real. Com o advento do Império, surgiu o Tesouro Público Nacional, contando com cargos como os de Inspetor, Fiscal, Contador, Oficial-Maior e Tesoureiro.
Com a transição para a República, foram estruturadas a Diretoria da Receita Pública e as Delegacias Fiscais, sendo sucedidas pela Direção Geral da Fazenda Nacional na Era Vargas. Em 1968, houve a criação da Secretaria da Receita Federal, mas até aquele momento as diversas carreiras fiscais isoladas por espécie de tributo não interagiam entre si, possuindo vencimentos e status diferentes. Tal situação foi mitigada com a fusão de três autoridades (Agentes Fiscais do Imposto Aduaneiro, Agentes Fiscais do Imposto de Renda e Agentes Fiscais de Rendas Internas) no cargo de Agente Fiscal dos Tributos Federais, por Decreto-Lei datado de 1969.
Mesmo com a fusão acima mencionada, o Fisco Federal ainda era constituído por diversos cargos dotados de poder fiscalizatório e arrecadador, como Inspetores de Previdência, Inspetores de Indústria Salineira, Exatores Federais, Guardas Aduaneiros, Técnicos de Tributação, bem como os supra-referidos Agentes Fiscais dos Tributos Federais. A situação foi definitivamente resolvida com a criação do Grupo Tributação, Arrecadação e Fiscalização em 16 de outubro de 1973, agregando em cinco categorias funcionais de nível superior diversos cargos anteriormente espalhados pela Administração Federal. Foram eles: Técnico de Tributos Federais (TAF-601), Controlador da Arrecadação Federal (TAF-602), Fiscal de Tributos Federais (TAF-603), Fiscal de Tributos de Açúcar e Álcool (TAF-604) e Fiscal de Contribuições Previdenciárias (TAF-605). Em 1 de outubro de 1975, extinguiu-se a categoria de Técnico de Tributos Federais, ficando o código TAF-601 para designar a categoria funcional de Fiscal de Tributos Federais.
Finalmente, em 10 de janeiro de 1985, foi criada a Carreira Auditoria do Tesouro Nacional, transpondo os cargos de Fiscal de Tributos Federais (TAF-601) e Controlador da Arrecadação Federal (TAF-602) para o novo cargo de Auditor-Fiscal do Tesouro Nacional. Em 6 de dezembro de 2002, houve a mudança de nomenclatura do cargo de Auditor-Fiscal do Tesouro Nacional, que passou a denominar-se Auditor-Fiscal da Receita Federal (AFRF), integrante da Carreira Auditoria da Receita Federal - ARF. Por último, em 16 de março de 2007, houve a fusão das Carreiras de Auditoria da Receita Federal e Auditoria-Fiscal da Previdência Social, resultando na Carreira de Auditoria da Receita Federal do Brasil. Os cargos de Auditor-Fiscal da Receita Federal e de Auditor-Fiscal da Previdência Social (antigo Fiscal de Contribuições Previdenciárias, TAF-605) se transformaram, assim, no cargo de Auditor-Fiscal da Receita Federal do Brasil.

## Ingresso
O ingresso no cargo de Auditor-Fiscal da Receita Federal do Brasil se dá por meio de concurso público, exigindo-se diploma de curso universitário concluído, em nível de graduação. A seleção, historicamente realizada pela hoje extinta Escola de Administração Fazendária (ESAF), é composta por provas objetivas e discursivas, demandando um profundo conhecimento das mais diversas disciplinas. Não à toa, o certame é tido pela mídia especializada como um dos mais desafiadores do Brasil, exigindo dos candidatos um altíssimo nível de preparação.
No último concurso realizado, datado de março de 2014, as matérias exigidas foram: Língua Portuguesa, Língua Estrangeira (Inglês ou Espanhol), Raciocínio Lógico-Quantitativo (Lógica, Matemática, Matemática Financeira e Estatística), Administração (Geral e Pública), Direito Constitucional, Direito Administrativo, Direito Tributário (e Previdenciário), Auditoria, Contabilidade (Geral e Avançada), Legislação Tributária Federal, Legislação Aduaneira e Comércio Internacional. Seleções anteriores envolveram ainda outras disciplinas, como Direito Civil, Direito Processual Civil, Direito Penal, Direito Empresarial, Direito Internacional Público, Relações Econômicas Internacionais, Economia, Finanças Públicas, Contencioso Administrativo Fiscal, Contabilidade de Custos, Tecnologia da Informação e Francês.

## Atribuições

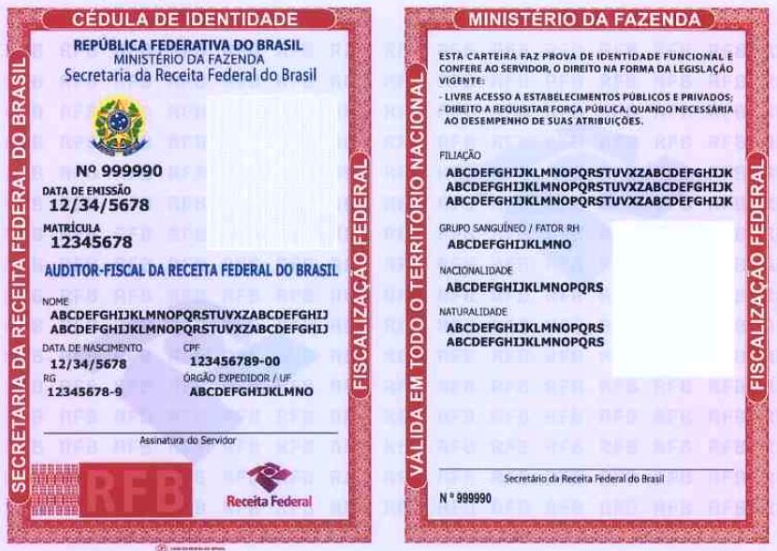
Carteira Funcional de Auditor-Fiscal da Receita Federal do Brasil

Inicialmente, a legislação brasileira destaca que as atribuições dos Auditores-Fiscais da Receita Federal do Brasil, como responsáveis pela presidência e execução de procedimentos fiscais, são plenas e invioláveis, devendo ser garantidas pelos administradores da Secretaria da Receita Federal do Brasil, também Auditores-Fiscais.
Conforme o art. 6º, inciso I, da Lei nº 10.593/2002, são elencadas como atribuições privativas dos ocupantes do cargo de Auditor-Fiscal da Receita Federal do Brasil:
- Constituir, mediante lançamento, o crédito tributário e de contribuições;
- Elaborar e proferir decisões ou delas participar em processo administrativo-fiscal, bem como em processos de consulta, restituição ou compensação de tributos e contribuições e de reconhecimento de benefícios fiscais;
- Executar procedimentos de fiscalização, praticando os atos definidos na legislação específica, inclusive os relacionados com o controle aduaneiro, apreensão de mercadorias, livros, documentos, materiais, equipamentos e assemelhados;
- Examinar a contabilidade de sociedades empresariais, empresários, órgãos, entidades, fundos e demais contribuintes, não se lhes aplicando as restrições previstas nos artigos 1.190 a 1.192 do Código Civil e observado o disposto no artigo 1.193 do mesmo diploma legal;
- Proceder à orientação do sujeito passivo no tocante à interpretação da legislação tributária; e
- Supervisionar as demais atividades de orientação ao contribuinte.

Além das atribuições supracitadas, compete também aos Auditores-Fiscais da Receita Federal do Brasil exercer as demais atividades inerentes à competência da Secretaria da Receita Federal do Brasil, que podem ser cometidas a qualquer tempo, por ato do Poder Executivo, em caráter privativo aos Auditores-Fiscais. Entre estas atividades, está incluída a direção dos atos de administração tributária e aduaneira conduzidos pela Receita Federal, pois existe comando infralegal que limita a nomeação de dirigentes em unidades descentralizadas (cargos de Delegado e Inspetor-Chefe) a integrantes do cargo de Auditor-Fiscal da Receita Federal do Brasil. Historicamente, os cargos da cúpula da instituição (Secretário, Subsecretário, Coordenador e Superintendente) também são sempre ocupados por Auditores-Fiscais.

## Prerrogativas Especiais
A fim de praticar os atos fiscalizatórios definidos na legislação e arrecadar ao Tesouro Nacional as somas necessárias ao custeio da máquina pública (e, por derivação, de toda a sociedade), o Auditor-Fiscal da Receita Federal do Brasil é dotado de um sistema de prerrogativas especiais, reguladas por lei, de modo a operacionalizar suas atividades. Entre as prerrogativas definidas pela legislação, destacam-se as competências para:
- Requisitar, sem necessidade de autorização judicial e quando indispensáveis ao procedimento de fiscalização, informações relativas a terceiros, constantes de documentos, livros e registros de instituições financeiras e de entidades a elas equiparadas, inclusive os referentes a contas de depósitos e de aplicações financeiras[23];
- Possuir, na forma da Constituição Federal[12], dentro de sua área de competência e jurisdição, precedência sobre as demais autoridades administrativas;
- Não se sujeitar a qualquer restrição de acesso às dependências internas dos contribuintes fiscalizados, ressalvada a inviolabilidade constitucional dos domicílios, após a apresentação de identidade funcional aos encarregados diretos e presentes ao local de entrada[3], incluindo as dependências de porto ou instalação portuária, as embarcações atracadas ou não e os locais onde se encontrem mercadorias procedentes do exterior ou a ele destinadas[9];
- Desconsiderar, observados os procedimentos a serem estabelecidos em lei, atos ou negócios jurídicos praticados com a finalidade de dissimular a ocorrência do fato gerador do tributo ou a natureza dos elementos constitutivos da obrigação tributária[2];
- Requisitar, com força vinculante, o auxílio da força policial federal, estadual ou municipal, quando vítima de embaraço ou desacato no exercício de suas funções, ou quando necessário à efetivação de medida prevista na legislação tributária, ainda que não se configure fato definido em lei como crime ou contravenção[2];
- Disciplinar a entrada, a permanência, a movimentação e a saída de pessoas, veículos, unidades de carga e mercadorias nas áreas de portos, aeroportos, pontos de fronteira e recintos alfandegados, no que interessar à Fazenda Nacional[9];
- Ter suas práticas reiteradamente observadas e os atos normativos que expedir considerados, pelo Código Tributário Nacional[2], como normas complementares que compõem a legislação tributária pátria;
- Determinar a pena ou as penas aplicáveis aos infratores e fixar, dentro dos limites legais, a quantidade da pena aplicável, atendendo aos antecedentes dos infratores, aos motivos determinantes da infração e à gravidade de suas consequências efetivas ou potenciais[3];
- Intimar todas as pessoas físicas ou jurídicas, contribuintes ou não, a prestar as informações e os esclarecimentos exigidos no exercício de suas funções[4];
- Não se sujeitar, no exame contábil das pessoas jurídicas sujeitas aos procedimentos de fiscalização, às restrições impostas pelos arts. 1.190 a 1.192 do Código Civil[8]; e
- Portar arma de fogo em todo o território nacional, condicionada à comprovação de capacidade técnica e aptidão psicológica[27].